# Kilpisjärvi

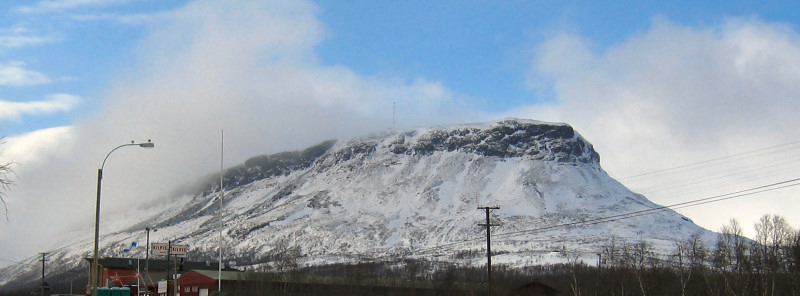
Saana vicino Kilpisjärvi

Kilpisjärvi (Sami settentrionale: Gilbbesjávri) è un paese nella municipalità di Enontekiö in Lapponia (Finlandia). È situato nel braccio settentrionale finlandese vicino al punto più a nord-ovest della Finlandia. Ha 2 000 abitanti.
L'attrazione turistica più famosa a Kilpisjärvi è il fell Saana e il punto di confine dei tre paesi, un monumento nel punto di confine tra Finlandia, Svezia e Norvegia, situato approssimativamente a 69°03′36″N 20°32′56″E, 2,5 a nord-ovest del lago Kilpisjärvi.